# Lleonci i Carpòfor d'Aquileia
Lleonci i Carpòfor van ser dos metges llegendaris, cristians del segle iii. Són venerats com a sants per l'església catòlica. La festa es celebra el 20 d'agost.
Tots dos eren metges, segurament germans o amics propers, probablement d'origen àrab però nascuts a Vicentia (Vicenza) al segle iii. Més tard van anar a viure a Aquileia. Per alguna ofensa, segurament perquè defensaven el cristianisme, van ser portats davant el governador romà Lísies i després de ser torturats en diverses formes de les que segons la llegenda se'n van lliurar miraculosament, finalment els van decapitar, potser l'any 300. Hi ha molts dubtes sobre la seva existència real; les fonts que en parlen són tardanes i les actes del martiri no són més que una adaptació de la història dels sants Cosme i Damià, germans metges. Enterrats primer a la basílica de Sant Fèlix a Vicenza, al segle x, arran de la invasió dels hongaresos les seves restes es van portar a la catedral de la ciutat, on són venerats avui dia. Algunes relíquies són a l'església de Sankt Vincenz de Metz.